# アフリカ 苦悩する大陸
『アフリカ 苦悩する大陸』（アフリカ くのうするたいりく）はロバート・ゲストの著作。
原題は "The Shackled Continent: Africa's Past, Present and Future"。 
2004年にMacmillan社から出版された。日本語訳は、2008年に伊藤真訳で東洋経済新報社から出版された。
ゲストは「エコノミスト」の編集委員。1998年から7年間、アフリカ特派員として取材をした。

## 特徴
- 21世紀初頭のアフリカの主な問題点をあげている。（スーダン内戦については資料不足だったのか、ふれられていない。）
- 日本語版へのまえがきで、「アフリカが貧しいのは、政府に問題があるからだ。」と、政治の役割を指摘。また「ひとつの手は、市民が投票によってリーダーの首をすげ替え、よりよい政府を選出することだ。そんなことはかつてのアフリカではありえなかった。」と、1990年代以後、それが可能になってきたことを指摘する。
- 著者自身が見聞した体験の記述であり、指摘は具体的で、読みやすい。

## 記述された国々
括弧内の数字は主に記述された章。
ジンバブエ(1)、コンゴとアンゴラ(2)、マラウィ(3)、ウガンダとセネガル(4)、ルワンダとナイジェリア(5)、ザンビアとボツワナ(6)、カメルーン(7)、南アフリカ(9)、タンザニア(結論)。
他に、モザンビーク、エチオピア、ソマリア、ブルキナファソ、リベリア、ケニアなどにも簡単に触れている。

## 各章の概要
1 吸血国家 - エリートによる、エリートのための独裁主義
ジンバブエは、ムガベ大統領の放漫財政のために、2003年には1年で5倍、2007年には1年で200倍のハイパーインフレ。
2 ダイヤを掘る、墓穴を掘る
資源があるのはよいことか。コンゴはダイヤモンドなどの資源のために、内乱が続く。
3 「眠れる資産」が繁栄へ道を拓く
アフリカでは人が慣習上使用している土地に正式な所有権がない。だから資産がなく、資本主義が育たない。
4 セックスは死と隣り合わせ
売春によりエイズが蔓延する。しかしウガンダでは青少年への教育で抑制に成功した。
5 宿怨の三つの温床 - 部族主義、派閥主義、人種主義
部族主義によって1994年のルワンダ虐殺が起こった。 一方南アフリカはアパルトヘイトを克服した。
6 どうする？援助と自由貿易
アフリカにはマーシャルプランの6倍の援助資金が注ぎこまれた。援助よりも貿易をすべきだ。
7 でこぼこ道と盗人警官
アフリカの企業家は劣悪なインフラという問題に直面する。
8 ハイテク技術は「貧困」を救えるか？
インターネットによって知識が普及し、固定電話が普及するより前に携帯電話が普及した。
9 南アフリカは「希望の星」になれるか？
南アフリカは1994年の政権交代以後、政治、財政は比較的安定。黒人事業者層の成立に期待する。
結論 一歩ずつ確実に - 「豊かな」未来へ向けて
安くて有効な対策からすべき。下痢の子供には経口補水塩を。マラリア対策にはまず蚊帳（かや）を。